# Saint-Léger-Magnazeix
Saint-Léger-Magnazeix é uma comuna francesa na região administrativa da Nova Aquitânia, no departamento de Alto Vienne. Estende-se por uma área de 55,71 km². Em 2010 a comuna tinha 497 habitantes (densidade: 8,9 hab./km²).